# Cerâmica piezoelétrica

## Introdução
O elemento ativo da maioria dos dispositivos e transdutores ultra-sônicos é piezoelétrico. Ele pode pertencer a um dos grupos: cristais de quartzo, cristais hidrossolúveis, monocristais, semicondutores piezoelétricos, cerâmicas piezoelétricas, polímeros e compósitos piezoelétricos [1]. As cerâmicas piezoelétricas são as que apresentam a maior flexibilidade de formatos e de propriedades, sendo largamente utilizadas na construção de equipamentos industriais, que vão de sistemas de limpeza até solda por ultra-som, passando pelos de ensaios não destrutivos e monitoramento de vibrações.

## História
O efeito piezoelétrico ou piezoeletricidade foi descoberto pelos irmãos Curie em 1880 e utilizado na prática pela primeira vez por P. Langevin em sonares durante a primeira guerra mundial. Langevin utilizou quartzo acoplado a massas metálicas para gerar ultra-som na faixa de algum quilo Hertzs. Após a primeira guerra mundial, devido à dificuldade de se excitar transdutores construídos com quartzo por causa da demanda por alta tensão, iniciou-se o desenvolvimento de materiais piezoelétricos sintéticos. Estes esforços levaram à descoberta nas décadas de 40 e 50 das cerâmicas piezoelétricas de Titanato de Bário pela antiga URSS e Japão, e das cerâmicas piezoelétricas de Titano-zirconato de chumbo (PZT’s) pelos EUA [2,3].
O desenvolvimento das cerâmicas piezoelétricas foi revolucionário. Além de apresentarem melhores propriedades que os cristais depois de polarizadas, também oferecem geometrias e dimensões flexíveis por serem fabricadas por meio da sinterização de pós cerâmicos conformados via prensagem ou extrusão. Atualmente as cerâmicas piezoelétricas tipo PZT, em suas diversas variações, são os materiais piezoelétricos predominantes no mercado. Variações como por exemplo, o PT(PbTiO3
) e o PMN(Pb(Mg1/3Nb2/3)O3) são utilizadas em dispositivos que exigem propriedades especiais e muito específicas, como transdutores para alta temperatura.

## Funcionamento
As cerâmicas piezoelétricas são corpos maciços semelhantes aos utilizados em isoladores elétricos, são constituídas de inúmeros cristais ferroelétricos microscópicos inclusive são denominadas como policristalinas. Particularmente nas cerâmicas do tipo PZT, estes pequenos cristais possuem estrutura cristalina tipo Perovskita, que apresenta simetria tetragonal, romboédrica ou cúbica simples, dependendo da temperatura em que o material se encontra. Estando abaixo de uma determinada temperatura crítica, conhecida como temperatura de Curie, a estrutura Perovskita apresenta a simetria tetragonal em que o centro de simetria das cargas elétricas positivas não coincide com o centro de simetria das cargas negativas, dando origem a um dipolo elétrico.
A existência deste dipolo elétrico faz com que a estrutura cristalina se deforme na presença de um campo elétrico e gere um deslocamento elétrico quando submetida a uma deformação mecânica,e caracteriza o efeito piezoelétrico inverso e direto respectivamente.
A deformação mecânica ou a variação do dipolo elétrico da estrutura cristalina da cerâmica não implica necessariamente em efeitos macroscópicos, visto que os dipolos se arranjam em domínios ferroelétricos, que por sua vez se distribuem aleatoriamente no material policristalino. Para que ocorram manifestações macroscópicas é necessária uma orientação preferencial destes domínios, conhecida como polarização. Inclusive esta polarização se esvaece com o tempo e uso, inutilizando o material para a transformação de energia elétrica em mecânica [4].

## Classificação
Quando aplicamos um campo elétrico alternado em uma cerâmica piezoelétrica e medimos a polarização induzida em função do campo, observamos o fenômeno da histerese ferroelétrica. A área interna desta curva corresponde à energia dissipada na forma de calor, devido às perdas mecânicas e dielétricas. A principal classificação dos materiais piezoelétricos é baseada na área desta curva, sendo denominados como materiais “Hard” aqueles que apresentam um curva de histerese fechada, com área pequena, e como materiais “Soft”, aqueles que apresentam uma curva de histerese “aberta”, com área expressiva. Os materiais “Hard” também são denominados materiais de alta potência e os “Soft” de materiais de alta sensibilidade.
Existe uma norma da marinha americana que subdivide os materiais “Hard” e “Soft” em sub-grupos, através de intervalos de propriedades e de acordo com as principais aplicações. Esta norma [5] costuma ser utilizada como referência por pesquisadores e projetistas, para estabelecer tabelas de equivalência entre os diversos fabricantes de cerâmicas piezoelétricas e facilitar a escolha de materiais e a troca de fornecedores, sendo as características dos subgrupos as seguintes:
- Navy Type I (“Hard”) Recomendado para aplicações de média e alta potência em condições de uso contínuo e repetitivo. É capaz de gerar altas amplitudes de vibração mantendo baixas as perdas mecânicas e dielétricas. Propriedades de destaque: d33, dissipação dielétrica e Q. Principais aplicações: Sistemas de limpeza por ultra-som e sonares. Conhecido comercialmente como PZT-4.

- Navy Type II (“Soft”) Alta sensibilidade, ideal para dispositivos de transmissão e recepção de baixa potência,. Apresenta perdas dielétricas e mecânicas que inviabilizam a excitação continua com alta intensidade. Propriedades de destaque: d, g15, N e TC. Principais aplicações: Dispositivos para NDT, hidrofones e acelerômetros. Conhecido comercialmente como PZT-5A.

- Navy Type III (“Hard”) Similar, mas menos sensível que o Navy Type I; é capaz de converter o dobro de potência mantendo baixas as perdas mecânicas e dielétricas. Recomendado para aplicações de alta potência. Propriedades de destaque: Dissipação dielétrica, Q e conversão de potência máxima. Principais aplicações: sistemas de solda por ultra-som e processamento de materiais. Conhecido comercialmente como PZT-8.

- Navy Type IV (“Soft”) Adequado para aplicações de média potência. Tornou-se obsoleto com o advento dos PZT’s, sendo substituído principalmente pelo Navy Type I (conforme nota de rodapé 5, o sub-grupo Navy Type IV é constituído por BT’s e não por PZT’s). Possui baixa TC. Principais aplicações: manutenção de equipamentos antigos. Conhecido comercialmente como Titanato de Bário.

- Navy Type V (“Soft”) Adequado para aplicações que requerem altas energias e diferença de potencial. Propriedades em destaque: d33, K33 e g33. Principais aplicações: detonadores de impacto e magic clicks. Conhecido comercialmente como PZT-5J.

- Navy Type VI (“Soft”) Adequado para aplicações que requerem grandes deformações mecânicas. Propriedades em destaque: d33 e K33. Principais aplicações: posicionadores e atuadores. Conhecido comercialmente como PZT-5H.

## Constantes piezoelétricas
As principais propriedades dos materiais piezoelétricos do ponto de vista aplicado são [3,4,6]:
- Constante de carga piezoelétrica d

Unidade: m/V (metros/Volt) ou C/N (Coulombs/Newton)
O que significa: Informa qual é a proporção entre a variação dimensional (Δl) do material piezoelétrico (em metros) e a diferença de potencial aplicada (em Volts), e entre a geração de cargas elétricas (em Coulombs) e a força aplicada no material (em Newtons).
Valores típicos: De 0,2 a 8 Angstrons por Volt aplicado, e de 20 a 800 pico Coulomb por Newton aplicado, para cerâmicas piezoelétricas de PZT.
Quando/onde é uma informação indispensável: No projeto de posicionadores piezoelétricos e sensores de força/deformação.
- Constante de tensão piezoelétrica g

Unidade: Vm/N (Volts x metros/Newton)
O que significa: Informa qual é a proporção entre a diferença de potencial gerada (em Volts) e a força aplicada (em Newton) para uma cerâmica com comprimento de 1 metro.
Valores típicos: De -1 a 60 Volts para cada Newton aplicado (considerando a dimensão do eixo em questão de 1 metro), para cerâmicas piezoelétricas de PZT. Diminuindo-se a dimensão da cerâmica ou aumentando a força, o módulo da tensão gerada também aumenta.
Quando/onde é uma informação indispensável: No projeto de detonadores de impacto e “magic clicks”.
- Coeficiente de acoplamento k

Unidade: Adimensional.
O que significa: Eficiência do material na transdução/conversão de energia elétrica em mecânica e vice versa.
Valores típicos: De 0.02 (equivalente a 2% de eficiência) a 0.75 (equivalente a 75% de eficiência), para cerâmicas piezoelétricas de PZT.
Quando/onde é uma informação indispensável: No controle de qualidade das cerâmicas piezoelétricas e no projeto de dispositivos em que não se deseja a conversão cruzada de energia, ou seja, que uma vibração ou deformação em um eixo não gere cargas elétricas ou diferença de potencial em outro eixo. Neste caso, quanto menor o respectivo fator de acoplamento melhor.
- Fator de qualidade mecânico Q

Unidade: Adimensional.
O que significa: É uma medida das perdas mecânicas (amortecimento) do material.
Valores típicos: De 50 a 1500, para cerâmicas piezoelétricas de PZT.
Quando/onde é uma informação indispensável: No projeto de dispositivos dinâmicos de alta potência.
- Fator de dissipação dielétrica Tan δ

Unidade: Adimensional.
O que significa: É uma medida das perdas dielétricas do material.
Valores típicos: De 2 x 10-3 a 25 x 10-3 para cerâmicas piezoelétricas de PZT (sob baixo campo).
Quando/onde é uma informação indispensável: No projeto de dispositivos dinâmicos de alta potência e/ou submetidos a altos campos elétricos.
- Temperatura de Curie TC

Unidade: Graus Celsius
O que significa: É a temperatura na qual a estrutura cristalina do material sofre uma transição de fase e o mesmo deixa de apresentar propriedades piezoelétricas. Depois de ultrapassada esta temperatura, o material perde a polarização remanescente induzida tornando-se inútil para a utilização como elemento transdutor de energia elétrica em mecânica.
Valores típicos: De 150 a 350∧C, para cerâmicas piezoelétricas de PZT.
Quando/onde é uma informação indispensável: No projeto de dispositivos que deverão operar em altas temperaturas e de alta potência.
- Constantes de freqüência N

Unidade: Hz m (Hertz x metro)
O que significa: Significa qual seria a freqüência de ressonância de uma cerâmica, com a simetria do índice em questão, com sua dimensão principal com 1 metro. Equivale a aproximadamente a metade da velocidade do som no material. É um fator importante, pois permite a estimativa de freqüência de ressonância de dispositivos piezoelétricos.
Valores típicos: De 800 a 3000 Hzm, para cerâmicas piezoelétricas de PZT.
Quando/onde é uma informação indispensável: No projeto de dispositivos que operarão em ressonância.
- Impedância acústica Z

Unidade: MRayls (kg/m2s)
O que significa: É a taxa com que a energia mecânica se propaga pelo meio, é uma propriedade análoga ao índice de refração. A diferença entre as impedâncias acústicas de dois meios contíguos é determinante da fração de energia refletida e transmitida de uma onda incidente na interface.
Valores típicos: De 25 a 40 MRayls, para cerâmicas piezoelétricas de PZT (Z da água = 2 MRayls e do ar aproximadamente 1 x 10–3MRayls). É calculada pelo produto da densidade pela velocidade (a velocidade é aproximadamente igual a duas vezes a respectiva constante de freqüência, no caso das cerâmicas).
Quando/onde é uma informação indispensável: No projeto de dispositivos irão emitir ou captar ultra-som/vibrações mecânicas.

## Aplicações
As principais aplicações das cerâmicas piezoelétricas são:
- Equipamentos médicos de imagem por Ultrassonografia
- Medidores de nível e distância por pulso-eco (os sensores de estacionamento automotivos são ultra-sônicos).
- Equipamentos de limpeza por ultra-som * Cavitação ultrassônica
- Sensores de vibração e Acelerômetro
- Máquinas de solda por ultra-som
- Transdutores ultra-sônicos para ensaios não destrutivos (END)
- Atuadores e motores piezoelétricos
- Cavitação ultrassônica

## Formatos e dimensões
Os formatos e dimensões mais comuns das cerâmicas piezoelétricas comerciais são (dimensões em mm):
- Cerâmicas de potência para solda por ultra-som (PZT-8/anéis):
  - 50x20x5,15
  - 50,8x19,1x3
  - 38,1x19,1x5,15
  - 30x10x6
  - 25x12x3,15
  - 25x10x4,15
- Cerâmicas de potência para sistemas de limpeza em PZT-4 (anéis):
  - 50x20x5,15
  - 38x13x6,35
  - 25x12x3,
- Cerâmicas para sensores (PZT-5A):
  - Anel de 38x13x6,35
  - Anel de 25x12x3,15
  - Disco de 15x0,9

As cerâmicas piezoelétricas também são conhecidas popularmente como cristais piezoelétricos, cristais piezo, cristal piezoelétrico e cristal piezo.